# Ingrid Simon
Ingrid Simon (* 29. März 1944 in Wien) ist eine deutsche Schauspielerin.

## Leben und Wirken
Ingrid Simon wurde mit elf Jahren für den Film entdeckt und spielte in Gustav Machatýs letzter Inszenierung, dem sentimentalen Werk Suchkind 312 die Titelrolle. Es folgten weitere (diesmal kleinere) Kinderrollen, darunter als Tochter von Willy Birgel in dem Melodram Johannisnacht.
Als junge Erwachsene nahm sie Schauspielunterricht bei Annemarie Hanschke in München. Mit Beginn der 1960er Jahre erhielt Ingrid Simon auch gastweise Rollen in italienischen und spanischen Produktionen. Als blonder, reifer und attraktiver Teenager spielte die gebürtige Wienerin auch verführerische junge Frauen in zumeist harmloser Unterhaltung. Mit dem Niedergang von Papas Kino begann das Theater mehr und mehr Bedeutung in ihrer Karriere zu gewinnen. Später sah man Ingrid Simon auch in einer Reihe von Fernsehfilmen. Seit den frühen 1970er Jahren verschwand sie weitgehend aus dem Blickfeld der Öffentlichkeit.

## Filmografie
Kinofilme, wenn nicht anders angegeben
- 1955: Suchkind 312
- 1956: Johannisnacht
- 1956: Solange noch die Rosen blühn
- 1956: Der Glockengießer von Tirol
- 1960: Caccia al marito
- 1961: Blond muß man sein auf Capri
- 1962: Wenn die Musik spielt am Wörthersee
- 1962: Loca juventud
- 1962: Das haben die Mädchen gern
- 1964: Frühling mit Verspätung (TV)
- 1966: Grieche sucht Griechin
- 1967: Der Lügner und die Nonne
- 1968: Andrea – wie ein Blatt auf nackter Haut
- 1968: Der Kommissar (TV-Serie, erste Folge: Toter Herr im Regen)
- 1969: Polizeifunk ruft (TV-Serie, Folge: Leuchtspuren)
- 1970: Die Jungfrauen von Bumshausen
- 1970: Frisch, fromm, fröhlich, frei
- 1970: Die Journalistin (TV-Serie. Folge: Ein Sohn für Renate)
- 1971: Lawinenpatrouille (TV-Serie)
- 1972: Der Kommissar (TV-Serie. Folge: Tod eines Schulmädchens)